# Willy Minnebo
Willy Minnebo (Burcht, 11 augustus 1944 – Wilrijk, 20 april 2012) was een Belgisch politicus voor de KP en vervolgens Agalev / Groen.

## Levensloop
Minnebo was een zoon van Albert Minnebo (1915-1967) die van 1947 tot 1958 in de gemeenteraad van Burcht zat voor de Kommunistische Partij van België én Jacqueline Bryssinckx (1913-2001). Hij liep school op het Koninklijk Atheneum Antwerpen in de humaniora. Vervolgens volgde hij een middenstandsopleiding specialisatie verzekeringen.
In 1971 volgde Willy Minnebo zijn vader als gemeenteraadslid voor de KP. Hij bleef die partij trouw - ook na de fusie in 1976 van Burcht met Zwijndrecht - tot 1991. Vervolgens sloot hij zich aan bij Agalev, het latere Groen, als onafhankelijke. In 1994 werd hij op deze lijst verkozen en vervolgens aangesteld als burgemeester van Zwijndrecht. Hij werd hiermee de eerste groene burgemeester voor deze partij. Minnebo, die verzekeringsmakelaar was, gaf zijn beroep op om deze functie voltijds uit te oefenen.  Hij stond aan het hoofd van een coalitie met SP, VLD en Vol Uit (Volksunie). Na de gemeenteraadsverkiezingen van 2000 zette hij deze coalitie verder minus Vol Uit. In 2006 behaalde zijn partij 10 van de 25 zetels. Minnebo werd voor de derde maal op rij burgemeester, ditmaal in een coalitie met CD&V. Hij bleef in functie tot bij zijn overlijden ten gevolge van darmkanker.
Ondanks zijn ziekte was hij nog van plan zich kandidaat te stellen bij de gemeenteraadsverkiezingen van oktober 2012. Begin april 2012 had hij nog aangekondigd dat hij opnieuw de lijst van Groen zou trekken.
In 2016 werd er een straat naar hem vernoemd in Zwijndrecht.